# Jinsei Blues / Seishun Night
Jinsei Blues / Seishun Night (人生Blues/青春Night Las tristezas de la vida / Noche de la juventud?) Es el 67.º sencillo de Morning Musume '19. Fue lanzado el 12 de junio de 2019 en 5 ediciones: 2 regulares y 3 limitadas. La primera edición de las ediciones regulares vino con una tarjeta coleccionable aleatoria de 12 tipos según la carátula (24 en total La edición limitada SP vino con una tarjeta con el número de serie de la lotería de eventos. Las tarjetas de intercambio y las carátulas de CD de edición limitada tienen características AR (realidad aumentada) que se pueden ver usando la aplicación COCOAR2 en teléfonos inteligentes iOS o Android hasta el 31 de agosto de 2019.

## Información
El sencillo fue anunciado en un concierto de la gira de primavera del grupo que tuvo lugar en Hokkaido, y este es el primero desde 2011 en no incluir a Haruna Iikubo como integrante del grupo, pero en el video musical de "Jinsei Blues" hace un cameo, el único sencillo lanzado en el año y el último que se lanza en los 2010s.
YOSHIKO, la encargada de la coreografía de las dos canciones, mencionó que hizo la coreografía de "Jinsei Blues" en un estilo robótico ya que la introducción de la canción le recuerda al Disney's Electric Parade y que coreografió los coros de las dos canciones para que todos la pudieran bailar debido al mensaje de las dos canciones. 
La coreografía de "Seishun Night" pasó por varios cambios, la versión original fue únicamente presentada en el Hello! Project Hina Fest 2019. Durante la primera etapa de la gira de primavera empezaron a hacerle cambios. Y la versión final, siendo completamente diferente a la original fue presentada en un concierto que se llevó a cabo en Fukuoka y es la que se muestra en el vídeo musical de la canción, aunque varían la coreografía en los conciertos

## Lista de Canciones

### CD
- Jinsei Blues
- Seishun Night
- Jinsei Blues (Instrumental)
- Seishun Night (Instrumental)

### Edición Limitada A DVD
- Jinsei Blues (Music Video)

### Edición Limitada B DVD
- Seishun Night (Music Video)

### Edición Limitada SP DVD
- Jinsei Blues (Dance Shot Ver.)
- Seishun Night (Dance Shot Ver.)

### Event V
- Jinsei Blues (Close-up Ver.)
- Seishun Night (Close-up Ver.)

## Miembros presentes
- 9.ª Generación: Mizuki Fukumura, Erina Ikuta
- 10.ª Generación: Ayumi Ishida, Masaki Satō
- 11.ª Generación: Sakura Oda
- 12.ª Generación: Miki Nonaka, Maria Makino, Akane Haga
- 13.ª Generación: Kaede Kaga, Reina Yokoyama
- 14.ª Generación: Chisaki Morito